# Dihydrolipoyl-Transacetylase
Die Dihydrolipoyl-Transacetylase (E2, korrekt Dihydrolipoyllysinrest-Acetyltransferase, auch Dihydrolipoamid-S-Acetyltransferase, PDHE2) ist das Enzym, das in allen Lebewesen als Untereinheit E2 des Pyruvat-Dehydrogenase-Komplexes (PDH) fungiert und so unentbehrlich für die Aufrechterhaltung der Glykolyse und des Citratzyklus ist. Innerhalb des PDH hat E2 die Aufgabe der Übertragung des Acetylrests von Acetyl-CoA auf den an PDH gebundenen Liponsäure-Kofaktor und zurück. PDHE2 ist beim Menschen das Autoallergen bei primär biliärer Zirrhose, einer Autoimmunkrankheit. Mutationen im DLAT-Gen sind ursächlich bei bestimmten Formen des Pyruvatdehydrogenase-Mangels.
Bei der primär biliären Zirrhose wird vermutlich zunächst E2 durch in der Umgebung vorkommendes Methyloctinoat modifiziert, worauf es zu einem so starken Antigen wird, dass bei der Apoptose auch Antikörper gegen normales E2 gebildet werden.